# 沼川浩子
沼川 浩子（ぬまかわ ひろこ、1961年11月16日 - 1988年3月28日）は、女性アナウンサー。

## 経歴
熊本県出身。元公明党衆議院議員の沼川洋一は父。4人兄弟の長女。熊本短期大学（現在の熊本学園大学短期大学部）卒業。1982年4月、開局したばかりの熊本県民テレビにアナウンサーとして入社。日本テレビの『ズームイン!!朝!』などへの出演もあった。
1988年3月末で父親の仕事を手伝うために熊本県民テレビを退社を発表したが、退職する3日前に実家の火事に巻き込まれ死亡した（母、妹も同火災で死亡）。このニュースは、かつて出演していた『ズームイン!!朝!』において、番組の最後（及び次回のオープニング）で福留功男から伝えられた。熊本県民テレビ退職後は3ヶ月間のタレント契約及び後進の指導を務める予定だった。

## 出演番組
- ズームイン!!朝!
- KKTニュース
- 熊本県政広報番組